# Mejdurétxensk (Komi)
|  | Per a altres significats, vegeu «Mejdurétxensk». |

Mejdurétxensk (en rus: Междуреченск) és un poble (un possiólok) de la República de Komi, a Rússia, segons el cens del 2021 tenia 1.096 habitants.